# Elliot Sperling
Pour les articles homonymes, voir Sperling.
Elliot Sperling (de son nom complet, Elliot Harris Sperling), né le 4 janvier 1951 à New York, a été trouvé mort le 29 janvier 2017 dans la même ville , est un sinologue et tibétologue américain, maître de conférences d'études eurasiennes et expert de l'histoire du Tibet et des relations sino-tibétaines à l'université de l'Indiana à Bloomington. 

## Biographie
Elliot Sperling obtient sa licence au Queens College à New York en 1973, sa maîtrise à l'université de l'Indiana en 1980 et son doctorat en études sur l'Asie centrale (en) à l'université de l'Indiana à Bloomington en 1983,.
Elliot Sperling est sinologue et tibétologue spécialiste des relations sino-tibétaines,. Ses recherches portent sur les relations politiques, religieuses, culturelles et économiques entre le Tibet et la Chine du XIVe au XVIIe siècle, ainsi que sur le Tibet et la Chine au début du XXe siècle. Il a notamment travaillé sur le statut historique du Tibet comme entité souveraine, apportant un éclairage nouveau sur cette question au cours de la période critique entre la chute de la dynastie Yuan (1368) et l'avènement du 5e dalaï-lama. Sperling fait appel à des textes chinois et tibétains comme sources primaires et s'est rendu à Taïwan, en Inde, au Népal et dans d'autres pays afin d'examiner des archives écrites en chinois, tibétain, mongol, mandchou, ouïgour et d'autres langues.
Il est professeur en études tibétaines au département des études sur l'Asie centrale (en) à l'université de l'Indiana à Bloomington, département dont il est également le président, après avoir été professeur de cette spécialité à l'université Harvard dans les années 1990. 
Ancien étudiant de Thupten Jigme Norbu, Sperling remarque que « l'arrivée du professeur Norbu sur le campus a contribué à catapulter l'université de l'Indiana à Bloomington dans les premiers rangs des programmes universitaires dans les études tibétaines ».
De 1996 à 1999, il est membre du Comité consultatif sur la liberté religieuse à l'étranger du Secrétaire d'État américain et, depuis 1981, il est co-rédacteur en chef du Journal of the Tibet Society.
En 2001, il participe à un débat sur le Tibet organisé par le Théâtre du Soleil à La Cartoucherie de Vincennes.
En 2012,  il fait partie des « plus grands spécialistes du Tibet » qui demandent à Xi Jinping d'intervenir pour sauver la langue tibétaine.
En juillet 2014, il se voit refuser un visa en Chine en raison de son soutien à Ilham Tohti,.
En 2014, un festschrift en son honneur, intitulé Trails of the Tibetan Tradition: Papers for Elliot Sperling, a été publié par l'Institut Amnye Machen à Dharamsala , en Inde. Le volume est accessible sur la Revue d'Etudes Tibétaines.
En 2015, à sa retraite de l'université de l'Indiana à Bloomington où il a été directeur des études tibétaines, il revient s'installer à New York, dans un appartement du Jackson Heights. 
Il est membre du Comité des 100 pour le Tibet, fondé en 1992 et défendant le droit à l’autodétermination du peuple tibétain.

## Publications
- Participation à l’ouvrage collectif Le Tibet est-il chinois ? de Anne-Marie Blondeau et Katia Buffetrille, 2002, ed. Albin Michel, coll. « Sciences des religions »,  (ISBN 2226134263)
- Participation à l’ouvrage collectif Tibet since 1950 : silence, prison, or exile (avec  Jeffrey Aaronson; Orville Schell; Steven D Marshall; Mickey Spiegel; Melissa Harris; Sidney Jones), New York : Aperture Foundation : Human Rights Watch, 2000,  (ISBN 0893817945 et 9780893817947)
- Participation à l’ouvrage collectif Si-tu Paṇ-chen: his contribution and legacy (avec Tashi Tsering; E. Gene Smith; Franz-Karl Ehrhard); Amnye Machen Institute, 2000, (OCLC 123271849)
- (en) The Tibet-China Conflict: History and Polemics, East-West Center, Washington, 2004,  (ISBN 978-1-932728-13-2)
- (en) Notes on the Early History of Gro-tshang Rdo-rje-'change and Its Relations with the Ming Court, Lungta, 2000
- (en) Tibet, in John Block Friedman and Kristen Mossler Figg, eds., Medieval Trade, Travel, and Explorations:  An Encyclopedia, New York, 2000
- (en) Exile and Dissent:  The Historical and Cultural Context, in Elliot Sperling eds., Tibet since 1950: Silence, Prison or Exile, New York, 2000
- (en) Awe and Submission:  A Tibetan Aristocrat at the Court of Qianlong, in International Review of History, vol. 20, 1998
- (de) « Orientalismus » und Aspekte der gewalte in der tibetischen Tradition, in Thierry Dodin and Heinze Räther, eds., Mythos Tibet, Bonn, 1997
- (fr) « Tibétains, Mongols et Mandchous », in Françoise Pommaret, éd., Lhasa lieu du divin, Genève, 1997

## Récompenses et distinctions
En 1984, le prix MacArthur lui est attribué. 